# Molophilus sylvicolus
Molophilus sylvicolus là một loài ruồi trong họ Limoniidae. Chúng phân bố ở miền Australasia.